# Edgar Hehlen
Edgar Hehlen, né le 10 avril 1916 à Les Hauts-Geneveys et mort le 16 février 2013 à  Saint-Julien-en-Genevois, est un coureur cycliste suisse, professionnel de 1937 à 1950.

## Palmarès
- 1935
  - 3e de Lyon-Grenoble-Lyon
  - 3e de Lyon-Vals-les-Bains
  - 3e du Tour du lac Léman
- 1937
  - 3e de Lyon-Vals-les-Bains
- 1949
  - Circuit Loire-Océan
    - 2e étape du Circuit Loire-Océan

  - 2e de Lyon-Grenoble-Lyon
- 1950
  - Grand Prix du comptoir des tissus
- 1952
  - 2e du Circuit Drôme-Ardèche

## Résultats sur le Tour de France
1 participation
- 1938 : abandon à la 13e étape[2]